# Ivar Eriksson
Ivar Eriksson (né le 25 décembre 1909 et mort le 12 avril 1997) était un footballeur international suédois.

## Carrière
Il passe sa carrière de club dans le club suédois de l'Allsvenskan du Sandvikens IF.
En 1938, il participe avec l'équipe de Suède à la coupe du monde 1938 en France.